# Fatti di Oaxaca

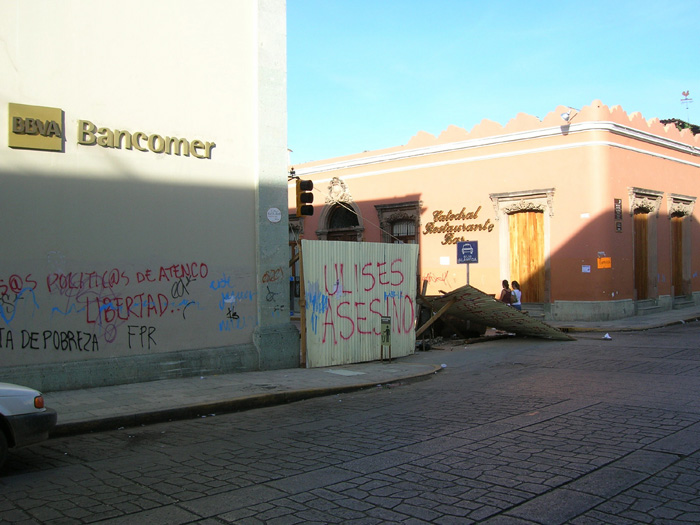
Barricate e graffiti nel centro di Oaxaca, giugno 2006

I fatti di Oaxaca furono le proteste montate nel corso del 2006 nella città messicana. Negli scontri tra la polizia e i manifestanti morirono ventuno persone.

## Storia
L'inizio delle proteste risale alla primavera del 2006, periodo in cui si svolse uno sciopero organizzato dal SNTE a causa della scarsità dei fondi destinati alle scuole e degli stipendi bassi degli insegnanti. Il governatore dello Stato, Ulises Ruiz (PRI), ha risposto reprimendo la manifestazione con l'azione degli agenti in assetto anti-sommossa. A seguito di questa repressione, il 22 maggio i manifestanti hanno occupato alcuni quartieri della città di Oaxaca; il governo statale ha inviato circa 2000 celerini per reprimere anche l'occupazione, ma i manifestanti sono riusciti a resistere alle cariche della polizia.

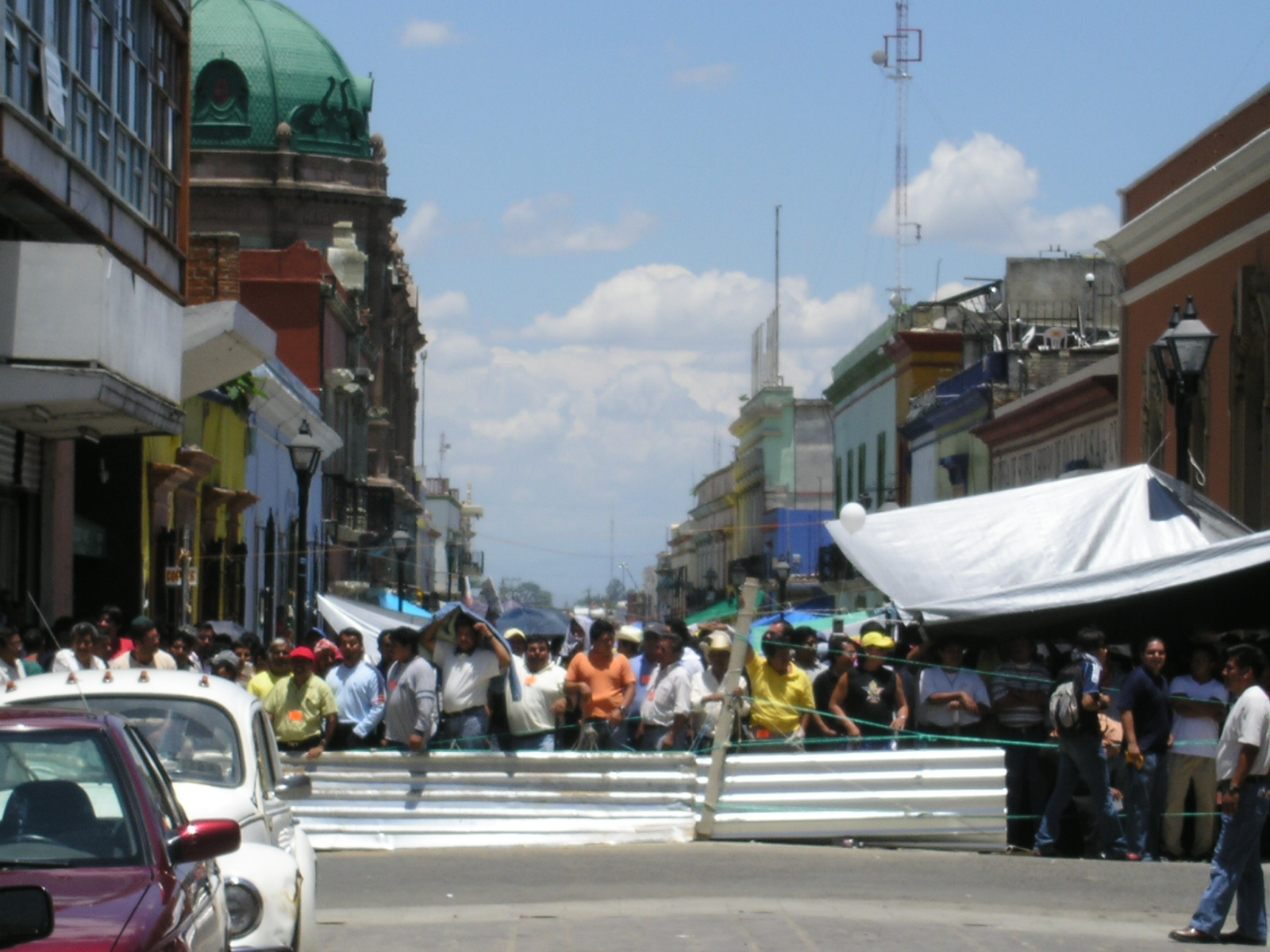
Proteste nel centro di Oaxaca il 22 giugno 2006

È stato in questo periodo che agli insegnanti si sono poi aggiunte varie associazioni politiche, sindacali, studentesche e contadine dando vita ad un ampio fronte di protesta, unitosi poi nell'APPO (Asamblea Popular de los Pueblos de Oaxaca, Assemblea Popolare della gente di Oaxaca).
Gli atti di protesta dell'APPO sono continuati, chiedendo le dimissioni di Ulysses Ruiz, ma alla fine l'esercito ha sgomberato la città nonostante i numerosi manifestanti che si sono stesi per terra per manifestare pacificamente.
Nel settembre 2006 si è svolta la Marcia per la dignità dei popoli di Oaxaca che ha attraversato tutto il Messico per andare a protestare davanti al Senato nella capitale.
Il 16 ottobre 2006 era la data fissata come ultimo giorno utile per l'ultimatum dettato dal governo centrale agli insegnanti in sciopero ormai da 5 mesi perché riprendano le normali attività delle scuole.
Il 27 ottobre 2006 Brad Will, un giornalista statunitense di Indymedia New York City, ha perso la vita durante gli scontri avvenuti tra i manifestanti e la polizia, raggiunto da un colpo di arma da fuoco. Dopo quest'uccisione, i media hanno spostato maggiormente la loro attenzione sui fatti che stanno accadendo ad Oaxaca. Oltre al giornalista americano sono morti anche il professor Emilio Alonso Fabián e Esteban López Zurita. Il 28 ottobre il presidente del Messico Vicente Fox ordina il ripristino della sicurezza nello stato di Oaxaca. La repressione continua. l 2 novembre la polizia federale preventiva cercò invano di chiudere l'Autonoma Università di Oaxaca Benito Juarez, da dove veniva trasmessa Radio Universidad, radio legata all'APPO.
Il 25 novembre 2006, a seguito della settima Megamarcha, si sono verificati scontri tra i manifestanti e la polizia, con il pesante risultato di sei morti e centinaia di feriti.